# 미하일자이체프땃쥐
미하일자이체프땃쥐(Crocidura zaitsevi)는 땃쥐과에 속하는 포유류의 일종이다. 베트남 안남산맥 남부의 응옥린산의 해발 1,650~2,300m 높이에서 발견되었다.